# KkStB 4.0
Die kkStB 4.0 war eine Gepäcktriebwagenreihe der k.k. Staatsbahnen (kkStB), die ursprünglich von der k.k. privilegierten Österreichischen Nordwestbahn (ÖNWB) stammten.

## Geschichte
Die neun Gepäcklokomotiven wurden 1880 von der Lokomotivfabrik Floridsdorf geliefert. Sie waren stärker als der ÖNWB IXa, bekamen die Baureihenbezeichnung IXb und die Nummern 402–410. Die Dampflokomotiven waren hauptsächlich auf den Strecken Trautenau–Freiheit, Wostroměr–Jičín und Trautenau–Groß Wossek im Einsatz.
Nach der Verstaatlichung 1909 wurden die noch vorhandenen acht Maschinen von den kkStB als Reihe 4.0 eingeordnet.
Nach dem Ersten Weltkrieg kamen noch drei Maschinen zu den Tschechoslowakischen Staatsbahnen (ČSD), die sie ab 1925 als M 112.0 bezeichnete. Eingesetzt wurden sie später auf den Strecken Polná-Štoky–Polná město und Kutná Hora–Sedlec. Im Jahr 1937 diente ein Fahrzeug als Rangierlokomotive im Grenzbahnhof Polaun/Polubny.
Bis 1948 wurden die Lokomotiven ausgemustert. Museal blieb kein Fahrzeug erhalten.